# Turenne
Turenne – miejscowość i gmina we Francji, w regionie Nowa Akwitania, w departamencie Corrèze.
Według danych na rok 1990 gminę zamieszkiwało 740 osób, a gęstość zaludnienia wynosiła 26 osób/km² (wśród 747 gmin Limousin Turenne plasuje się na 177. miejscu pod względem liczby ludności, natomiast pod względem powierzchni na miejscu 191.).